# High Off My Love
High Off My Love è un brano musicale di Paris Hilton in collaborazione con il rapper Birdman. Dopo diversi posticipi e anteprime pubblicate da Paris sui suoi social networks, la canzone è stata distribuita ufficialmente il 15 maggio 2015, insieme al video musicale, dalla Cash Money Records.

## Stile Musicale
High Off My Love è una canzone dance pop, influenzata dalla Electronic dance music. Comprende anche alcuni elementi di Eurodance.

## Critiche
High Off My Love ha ricevuto per lo più critiche positive. La voce della Hilton è stata comparata a quella di Britney Spears.